# Cryptopimpla breviungula
Cryptopimpla breviungula är en stekelart som beskrevs av Kuslitzky 2007. Cryptopimpla breviungula ingår i släktet Cryptopimpla och familjen brokparasitsteklar. Inga underarter finns listade i Catalogue of Life.